# Grotesk (Schrift)

Vergleich einer Serifenschrift und einer Grotesken (Sans Serif)

Die Grotesk, auch Serifenlose Linear-Antiqua (DIN 16518) oder Sans Serif (französisch für „ohne Serife“, „serifenlos“), ist eine von mehreren serifenlosen Schriften der Schriftartenfamilie Antiqua. Außerdem ist bei Groteskschriften die Strichstärke der Buchstaben (nahezu) gleichmäßig, ein Strichkontrast ist also nicht vorhanden oder sehr gering. Durch das Fehlen der Serifen unterscheiden sich Groteskschriften von den Serifenbetonten Linear-Antiqua.

## Zur Bezeichnung
Die Bezeichnung Grotesk ist in der Fachwelt sehr geläufig. Sie bezieht sich darauf, dass die ersten Schriften dieses Typs als Groteske, also eine sonderbare, aber durchaus reizvolle Entstellung angesehen wurden, weil die Nichtvariation der Strichstärke und das Weglassen der Serifen allen damaligen Lesegewohnheiten widersprach.
Grotesk-Schriften weisen einfach geformte Glyphen auf, die unter anderem auch auf Bildschirmen gut darstellbar sind. Sie sind daher heute Standard auf Computersystemen. Die Bezeichnung Grotesk wirkt seit der weiten Verbreitung von Groteskschriften befremdlich, weswegen die Bezeichnungen Serifenlose oder Sans Serif in der Desktop-Publishing-Branche üblich sind.

## Geschichte

Helvetica, eine typische klassische Groteskschrift

Die Grotesk entstand wie die Egyptienne Anfang des 19. Jahrhunderts in England als Antwort auf den gestiegenen Bedarf an auffälligen Werbeschriften. 1803 zeigte Robert Thorne zum ersten Mal eine Sans Serif. Die erste Grotesk wurde 1816 von William Caslon IV., dem Urenkel des Schriftgießers William Caslon, veröffentlicht.
Groteskschriften wurden ab 1832 als plakative Anzeigenschriften in England sehr beliebt. Nachdem sie zunächst vor allem Anwendung in Gelegenheitsdrucksachen (Akzidenzen), der Werbung und Beschilderungssystemen fanden und als Auszeichnungsschrift Bedeutung hatten, begann ihre Entwicklung zu Brotschriften Anfang 1898 mit der Akzidenz-Grotesk. Während die älteren Groteskschriften sehr kräftig waren, werden inzwischen viele Schriftstärken angeboten, von den superleichten und „mageren“ über kräftige und halbfette Formen zu den extrafetten. Als Beispiel wäre die Helvetica zu nennen, von der es heutzutage über 40 Varianten gibt.
Ähnlich wie bei den Antiqua-Schriften entwickelten sich auch bei der Grotesk mit der Zeit unterschiedliche Design-Richtungen:
- die Amerikanische Grotesk, eine US-amerikanische Weiterentwicklung der ursprünglichen Grotesk des 19. Jahrhunderts. Hierzu zählt zum Beispiel die Franklin Gothic (1904) von Morris Fuller Benton.
- eine an der klassizistischen Formenlehre orientierte Schule (Statische oder Ältere Grotesk). Dieser Gestaltungsstil ist in der Akzidenz-Grotesk und in seiner reinsten Form bei den helvetischen Gestaltungskonzepten in den 1950er und 1960er Jahren zu finden. Beispiele sind etwa die Helvetica, die Arial und die Univers.
- eine geometrisch-konstruktivistische Schule (Geometrische oder Konstruierte Grotesk). Sie hatte ihre Höhepunkte vor allem im Umfeld der Elementaren Typografie in den 1920er Jahren und entstand in Deutschland auf der Suche nach „der Schrift unserer Zeit“ (Zitat Jan Tschichold in Die neue Typographie). Bekannteste Vertreterin dieser Richtung ist die Futura (1927) des Bauhaus-Typografen Paul Renner[1] sowie die Bauhaus (1925–1928) des Typografen Herbert Bayer.
- eine von der Renaissance-Antiqua abgeleitete Schule (Dynamische oder Jüngere Grotesk). Ihr Hauptmerkmal sind kalligrafische, meist freiere Gestaltungsmethoden sowie leicht variierende Strichstärken. Populär wurde dieser Typ der Grotesk vor allem durch die von Edward Johnston 1916 für die Beschilderung der Londoner U-Bahn entworfene Johnston Sans sowie durch die Ende der 1920er Jahre erschienene Gill Sans von Eric Gill. Auf lange Sicht entwickelte sich dieser auch als „humanistisch“ bezeichnete Typ zum erfolgreichsten und am häufigsten angewandten Modell.

Bis heute sind Serifentypen immer noch der Standard im Druckwesen. Groteskschriften sind jedoch in allen Bereichen der Gestaltung anzutreffen, vor allem auch in der Typografie für den Bildschirm, wo die Serifen die Leserlichkeit kaum erhöhen und sogar, insbesondere bei kleinen Schriftgrößen, verringern. Heutzutage ist das vielfältige Angebot an Groteskschriften unübersehbar, was auf die gestiegene Bedeutung dieser Schriften hinweist.

## Merkmale
Auf den ersten Blick haben Groteskschriften eine einheitliche Strichstärke. Das scheint aber nur so, denn in Wirklichkeit unterscheiden sich fast immer die Strichstärken, um ein optisch gleichmäßiges Bild herzustellen. Dieses wird etwa bei den Überläufen von Schäften und Rundungen (z. B. a und n) deutlich. Auch ist oft die Strichstärke der Vertikalen geringfügig größer als die der Horizontalen, vor allem in dynamischer Grotesk. 
Unter den Groteskschriften gibt es Schnitte, die eine „geschlossene“ oder „einstöckige“ Form des Kleinbuchstabens a anstatt der sonst üblichen „offenen“ oder „zweistöckigen“ Form verwenden. Das geschlossene a (ɑ) ähnelt dem der Kursiven. Ebenso gibt es bei den Groteskschriften ein- und zweistöckige Formen des Buchstabens g.

## Klassifikation
| British Standards Classification of Typefaces (BS 2961:1967) | Matrix Beinert von Wolfgang Beinert | Indra Kupferschmid und Hans Peter Willberg | Schriften                                                                            | Beispiele |
| ------------------------------------------------------------ | ----------------------------------- | ------------------------------------------ | ------------------------------------------------------------------------------------ | --------- |
| Lineal Grotesque                                             | Amerikanische Grotesk               | Amerikanische Grotesk                      | Franklin Gothic, News Gothic, Officina Sans, Vectora                                 |           |
| Lineal Neo-grotesque                                         | Ältere Grotesk                      | Statische Grotesk                          | Akzidenz Grotesk, Helvetica, Arial, Univers                                          |           |
| Lineal Geometric                                             | Konstruierte Grotesk                | Geometrische Grotesk                       | Futura, Avant Garde, Avenir, Century Gothic, Kabel                                   |           |
| Lineal Humanist                                              | Jüngere Grotesk                     | Dynamische Grotesk                         | Gill Sans, Syntax, Frutiger, Stone Sans, Meta, Scala Sans, TheSans, Today Sans Serif |           |

Serifenlose Schriften, die sich nicht in diese Kategorien einordnen lassen (zum Beispiel die Optima, eine serifenlose Renaissance-Antiqua) werden aus Ermangelung einer besseren Einsortierbarkeit nach DIN 16518 zu den Antiqua-Varianten gerechnet.